# 76-й пенджабский полк
76-й пенджабский полк (англ. 76th Punjabis) — пехотный полк британской индийской армии.
Был основан капитаном Томасом Лейном в Тируччираппалли 16 декабря 1776 года, как 16-й Карнатический батальон.
В 1903 году получил название 76-й пенджабский полк. В 1922 году реорганизован в 3-й батальон 1-го Пенджабского полка.
В 1947 году был передан Пакистанской армии, где продолжает существовать и поныне, как 3-й батальон Пенджабского полка.

## История
Боевое крещение полка состоялось в 1778 году, когда он принял участие в захвате французского анклава Пондичерри. В течение следующих двадцати лет полк постоянно воевал против султанов Майсура. В XIX веке сражался в Первой и Третьей англо-бирманских войнах.
В 1903 году полк был пополнен пенджабскими мусульманами, сикхами и индуистскими джатами. В начале Первой мировой войны в 1914 году 76-й пенджабский полк был отправлен в Египет для защиты Суэцкого канала. В марте 1915 года полк прибыл в Месопотамию, чтобы присоединиться к 12-й индийской дивизии. Участвовал в операциях в Персидском Арабистане. В июне и июле 1915 года 76-й пенджабский полк принял участие в операциях вдоль реки Евфрат, что привело к захвату Насирии. В августе полк в составе 6 — й индийской дивизии, под командованием генерал — майора Чарльза Таунсенда, выдвинулся в направлении Багдада. Участвовал в сражении при Ктесифоне, а затем отошёл в сторону Эль-Кут, где он был осаждён турками с остальной частью 6-й индийской дивизии. Полк отчаянно сопротивлялся всем турецким попыткам прорвать оборону Эль-Кута, в результате за время 150-дневной осады погиб 171 человек. Но после неудачи англичан освободить их, голодавший гарнизон Эль-Кута был вынужден сдаться 29 апреля 1916 года. Военнослужащие 76-го пенджабского полка оказались в длительном плену. Из 341 офицера, бывших в полку в начале осады в декабре 1915 года, 72 погиб во время осады, ещё 101 — погиб в плену. 1 января 1917 года полк был реорганизовал, пополнен и отправлен на северо-западную границу. В декабре 1918 года после освобождения из турецкого плена в него возвратились 208 солдат и офицеров Эль-Кута. 1-й батальон 76-го пенджабского полка принял участие в Третьей англо-афганской войне 1919 года, а 2-й батальон в 1919-1920 годах служил в Вазиристане .
В сентябре 1939 года в составе 1-го Пенджабского полка был отправлен в Северную Африку. Принял участие в Ливийской операции. Сражался с итальянской армией. Затем в Эритрее и Сирии. С марта 1944 года до окончания Второй мировой войны — в Италии.